# Dorothea Ritter
Dorothea Elisabeth (Doris) Ritter (* 21. März 1714 in Halle (Saale); † 23. September 1762 in Berlin) war eine musikalische Jugendfreundin von Friedrich dem Großen.
Sie war die Tochter des Theologen Matthias Ritter und wuchs ab 1720 in Perleberg auf, wo ihr Vater Rektor war. 1728 zog die Familie nach Potsdam, da der Vater Rektor am dortigen Gymnasium und damit zugleich Kantor von St. Nikolai wurde. Die sehr musikalische Tochter spielte Klavier und besaß eine schöne Stimme, weshalb sie auch die Solopartien in St. Nikolai singen durfte. So machte die 16-jährige Dorothea die Bekanntschaft des damals 18-jährigen Kronprinzen Friedrich. Man musizierte gemeinsam und unternahm Spaziergänge in Begleitung Johann Ludwigs von Ingersleben, eines Leutnants aus dem engeren Freundeskreis des Kronprinzen. Er überbrachte Dorothea auch einmal ein Geschenk Friedrichs, einen „blauen Schlaff Rock“.
Diese sechsmonatige Freundschaft (Januar bis Juni 1730) genügte, nach der missglückten Flucht des Kronprinzen aus der strengen Zucht seines Vaters am 5. August 1730, Dorothea Ritter für eine Komplizin zu halten. Am 5. September wurde sie verhaftet, in das Gefängnis gebracht und König Friedrich Wilhelm befahl:

„dem Hoff Rath Klinte, daß er Morgen die in arrest allhier einsitzende Cantors Tochter soll auspeitschen laßen, und soll dieselbe alßdann ewig auf Spandow in das Spinnhauß gebracht werden, erstlich soll dieselbe Vor dem Rathhause gepeitscht werden, hernach vor des Vaters Hause, und dann auff allen Ecken der Stadt.“

Alle Bemühungen des Vaters, Auspeitschung und Einweisung in das Spinnhaus – damals eine Schandstrafe für Prostituierte – abzuwenden, fruchteten nichts. Am 7. September wurde Dorothea Ritter sechsmal ausgepeitscht und dann in das Spinnhaus in Spandau gebracht, wo sie drei Jahre lang bleiben musste. Der Vater wurde umgehend aus dem Schuldienst entlassen.
Ob es je zu engeren Beziehungen zwischen Dorothea und Friedrich gekommen war, wie zum Beispiel von Wilhelmine, der Schwester Friedrichs, angenommen wurde, ist nicht geklärt. Es ist aber unwahrscheinlich, da die an die Flucht anschließenden hochnotpeinlichen Untersuchungen dergleichen vermutlich ans Licht gebracht hätten, in deren Verlauf auch der Leutnant von Ingersleben genau befragt und schließlich zu sechs Monaten Festungshaft verurteilt wurde, da er hätte „wißen und urtheilen können, daß S. K. M. dergleichen [Spaziergänge] höchst mißfällig seyn würde“. Zum Beischlaf ist es jedenfalls nicht gekommen, da eine durch den König angeordnete gynäkologische Untersuchung von Dorothea Ritter ergab, dass sie Jungfrau war.
Am 11. Juli 1733 wurde Dorothea Ritter auf ein Gnadengesuch ihres Vaters hin aus Spandau entlassen. Sie heiratete schließlich den Gewürzhändler Franz Heinrich Schommer (oder Schomer) und wurde Mutter dreier Söhne und dreier Töchter. 1744 erbat sie von Friedrich II. für ihren Mann die Stelle eines Fiakerpächters, was bewilligt wurde. Einen weiteren Kontakt zwischen Friedrich und Dorothea Ritter scheint es nicht mehr gegeben zu haben.
Voltaire hat sie in ihren späteren Jahren noch einmal gesehen und beschreibt sie:

„Eine große Frau, hager, die einer Sibylle gleicht und keineswegs das Aussehen hat, dass sie verdient hätte, eines Prinzen wegen ausgepeitscht zu werden.“

Sie wohnte zuletzt in der Behrenstraße in Berlin und starb 1762.